# Tipula australis
Tipula australis är en tvåvingeart som beskrevs av Doane 1901. Tipula australis ingår i släktet Tipula och familjen storharkrankar. Inga underarter finns listade i Catalogue of Life.